# Христианство в Египте
Христианство в Египте является религией-меньшинством, численность христиан в Египте на 2010 год составляет около 10,7 % населения (9,3 миллиона человек). По другим данным на 2005 год в Египте проживало от 10 до 20 % христиан (22,7—15,4 миллионов человек). Абсолютное большинство христиан в Египте принадлежит к Коптской православной церкви меньшинство — к Александрийской православной церкви, Армянской Апостольской церкви и ряду других. 

## История

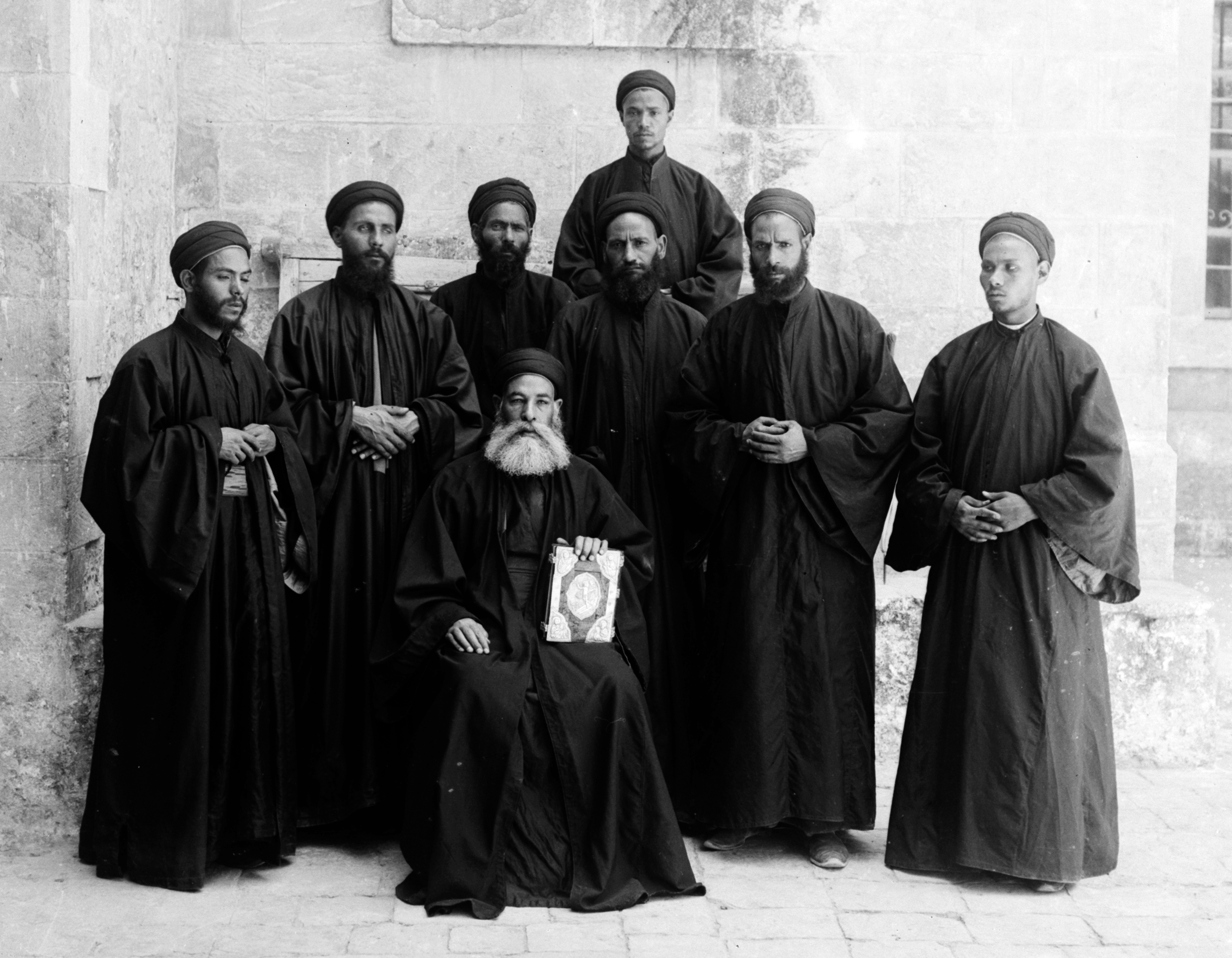
Египетские коптские монахи (1898—1914)

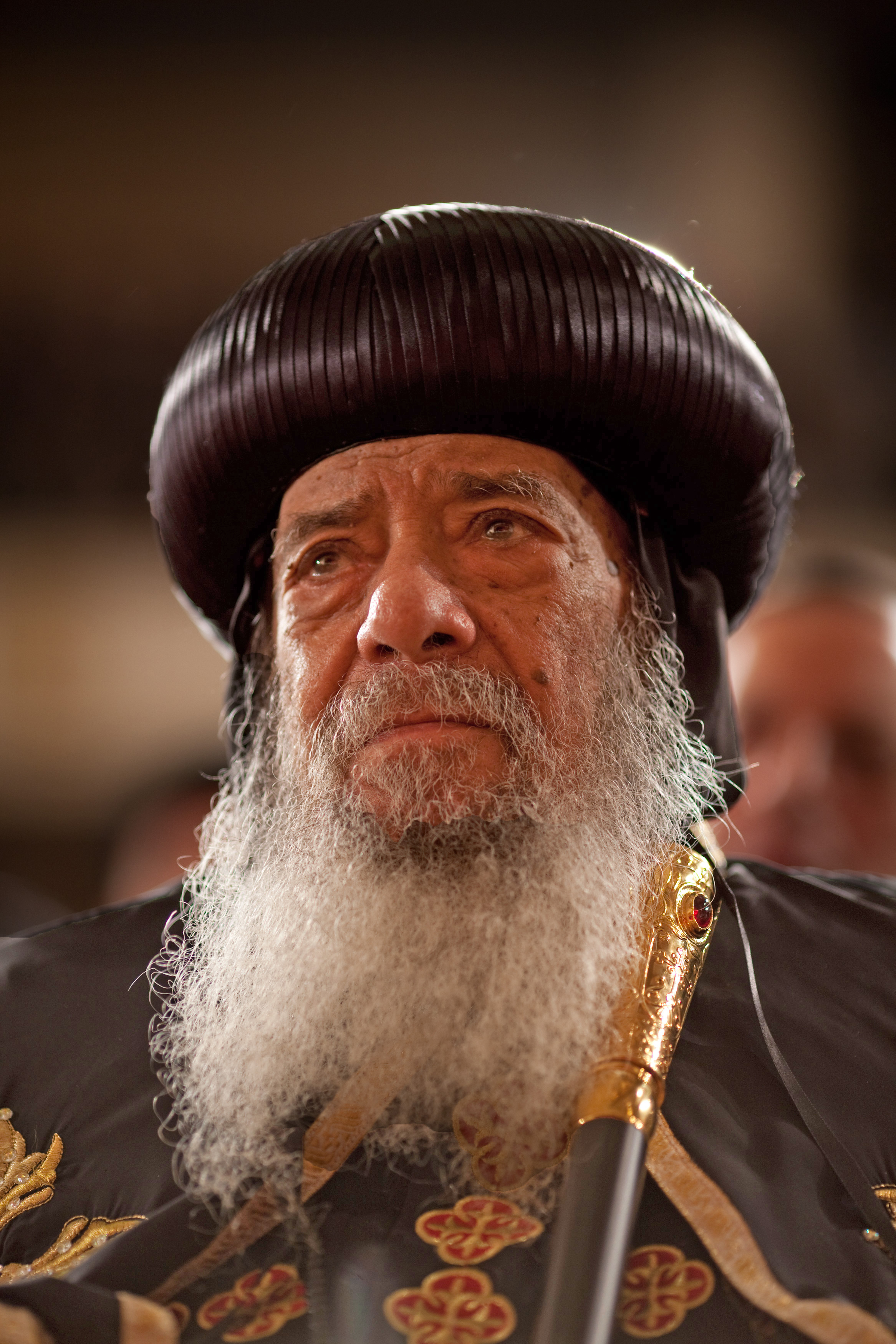
Шенуда III — коптский патриарх (1971—2012)

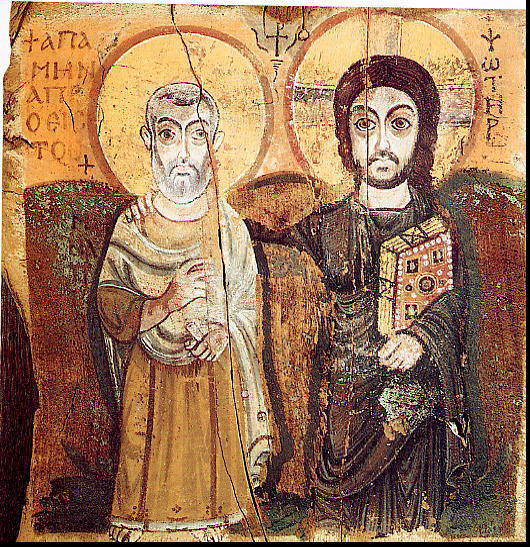
Св. Мина с Христом. Одна из древнейших египетских икон (VI в., Лувр)

Современное население Египта состоит главным образом из двух народов: коренных египтян и арабов. Египтяне (традиционно именуемые коптами, от араб. قبط /кубт/ — египтянин) составляют на сегодняшний день, по разным данным, от 5 % (арабские источники) до 22 % (коптские источники) населения Египта и исповедуют исключительно христианство, в то время как арабы исповедуют ислам.
Нейтральные источники оценивают численность египтян в 18 миллионов человек, из которых 14 миллионов живут в Египте (15 % населения Египта), остальные 4 миллиона — в диаспоре.
Христианство в Египте начало распространять в I веке, когда Египет являлся частью Римской империи. Основателем христианской церкви в стране считается Апостол Марк. После окончательного упадка Западной Римской империи Египет стал провинцией Византии. 
В 451 году, в результате решения Халкидонского собора об осуждении монофизитов, христианская церковь в Египте разделилась на две. Большинство верующих из числа местных жителей (этнических египтян) поддержали монофизитов и организовали собственную церковь (ныне известна, как Коптская православная церковь). Меньшинство (в основном, этнические греки) приняли решения халкидонского собора, и существуют до сих пор, как Александрийская православная церковь. После этого византийские чиновники организовали гонения на монофизитов. Это, в итоге, привело к плохим последствиям для всех египетских христиан. 
В 618 году Египет был захвачен Сасанидской империей (персами-зороастрийцами). Многочисленные монофизиты, жившие в Египте и репрессированные после Халкидонского собора 451 года, не имели никакого желания оказывать помощь византийским императорским войскам, поэтому они охотно поддержали шаха Персии Хосрова II. При этом, однако, они не стали оказывать сопротивления византийцам после разгрома персов, так как многим из них не нравилась персидская оккупация, которая продлилась до 628 года, когда по условиям мира между империями Египет был возвращен Византии. Но уже в 639 году арабское мусульманское войско Амра ибн аль-Аса вторглось в Египет и разорило страну. В 645 году арабы окончательно захватили Египет. Начиналась насильственная исламизация страны. Многие египтяне были убиты, многие обращены в ислам и арабизированы. Страна была активно заселена арабами с Аравийского полуострова.
С момента захвата арабами Египта в VII веке и до наших дней число арабов в Египте становилось все больше, а число самих египтян уменьшалось. В XIV веке численность арабов в Египте уже была сравнима с численностью коренных египтян. К XIX веку население Египта уже на 60 % состояло из арабов-мусульман и только на 40 % из египтян-христиан. К концу XX века число арабов в Египте достигло уже 80 %, а число коптов сократилось до 20 %. На сегодняшний день, коренные египтяне составляют лишь 15% населения Египта против 85 % арабов.

## Преследование коптов (египтян)
Хотя копты (египтяне) подвергаются преследованию уже в течение многих лет, но по данным организации «Хьюман Райтс Вотч» в последние годы отмечается «растущая религиозная нетерпимость» и рост насилия по отношению к коптам, а правительство неспособно эффективно расследовать и наказать виновных в преследовании коптов. Также большой проблемой остаются случаи похищения девочек и женщин-коптов, которых вынуждают переходить в ислам и выходить замуж за мусульман.

## Современная ситуация (2022)

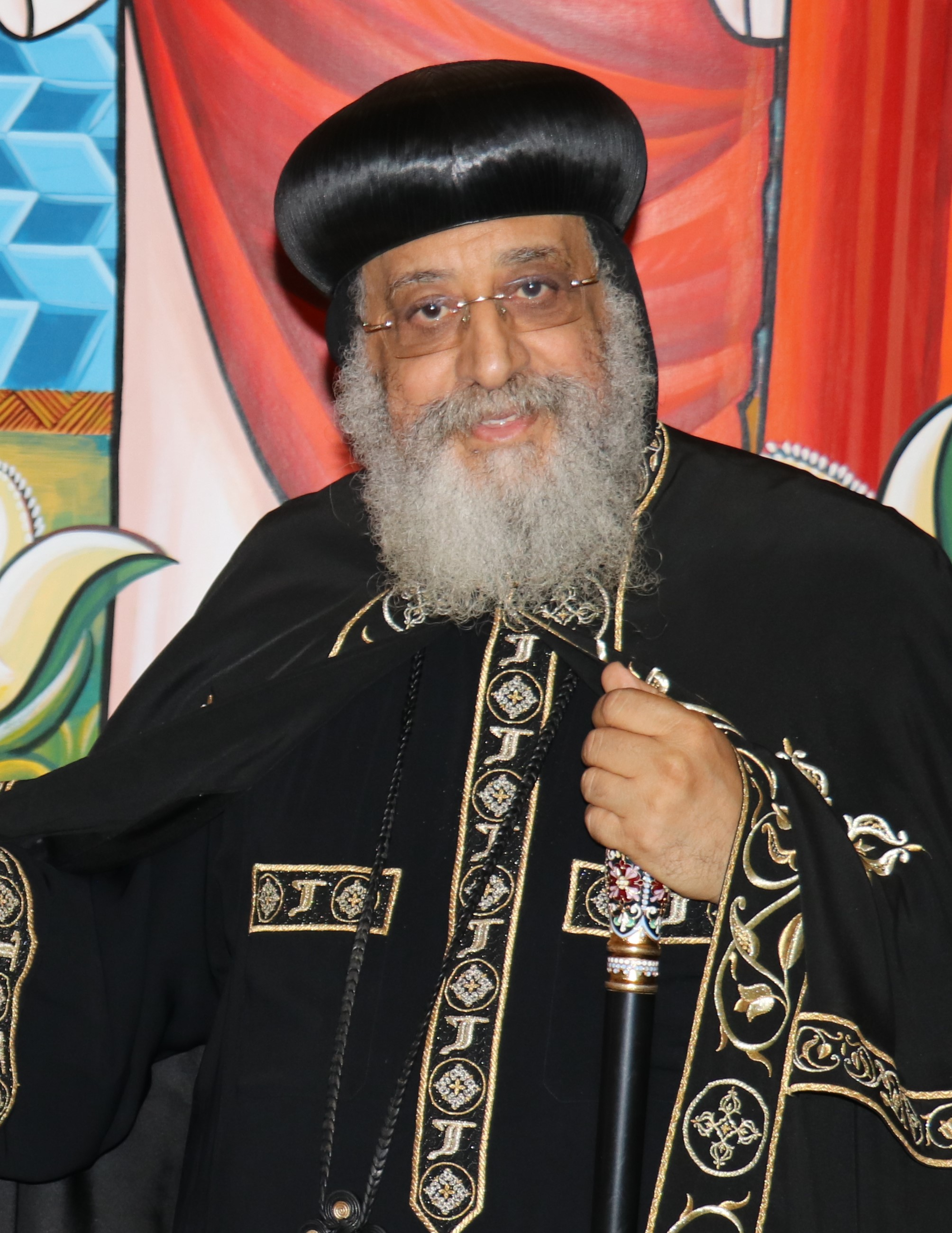
Коптский патриарх Феодор II (египтянин).

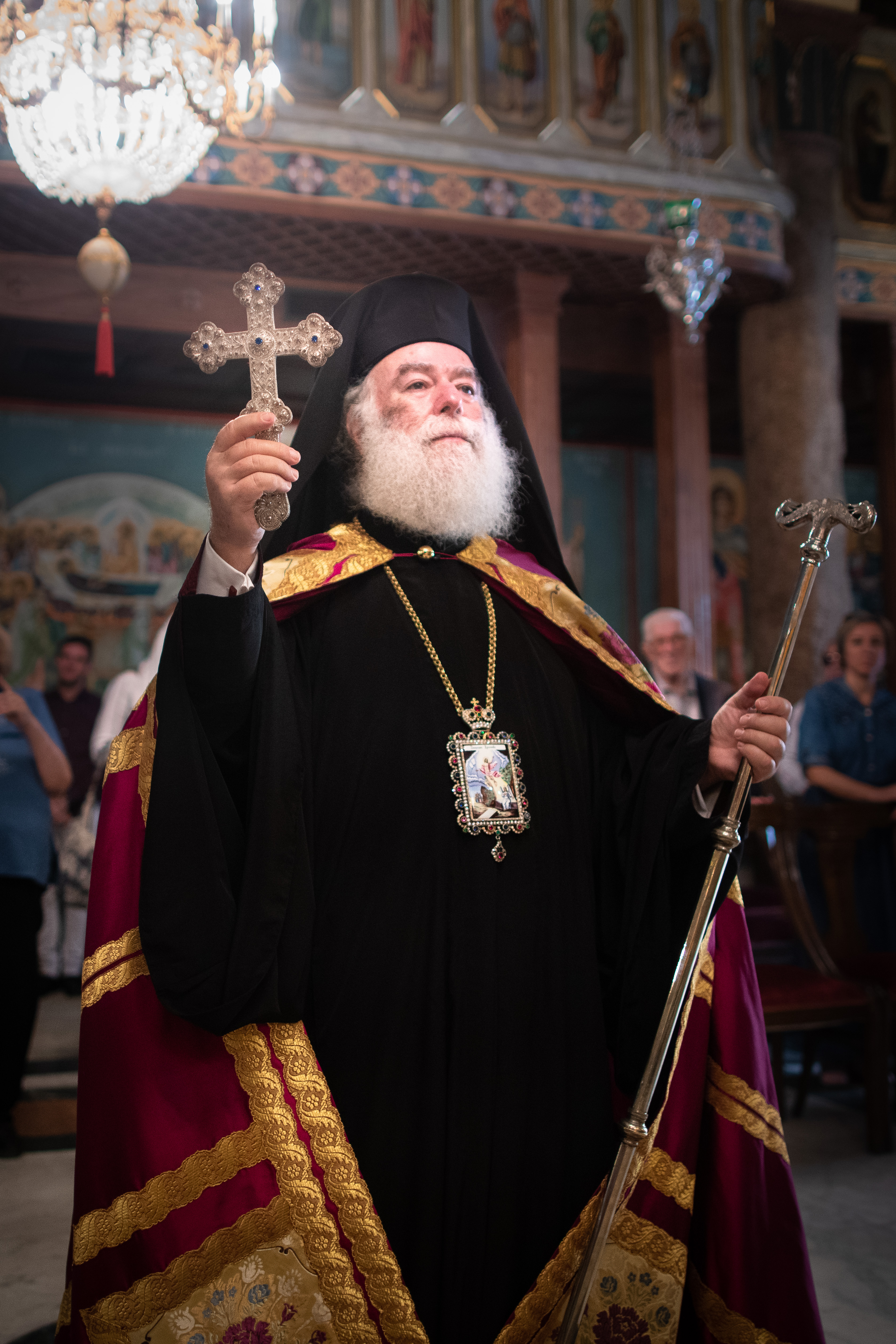
Александрийский патриарх Феодор II (грек).

Коптскую православную церковь возглавляет патриарх Феодор II (коптск: Тавадрос II). В ведение церкви находится множество старинных архитектурных памятников: храмов и монастырей, неразрывно связанных с историей христианской и особенно монашеской жизни в Египте. Коптская православная церковь относится к числу Древневосточных православных церквей, что означает, что она состоит в богословском диалоге с РПЦ, однако не имеет с ней полного канонического общения. Тем не менее, отношения двух церквей исторически являются хорошими. Так, в 2010 году патриарх Кирилл встречался в Александрии с предшествующим коптским патриархом Шенудой III. В ходе этой встречи патриарх Кирилл назвал Коптскую церковь Исповедницей в связи с теми гонениями, которым она подвергается и подарил патриарху Шенуде III архиерейский посох со словами: «Опираясь на этот посох, помните, что у вас есть братья, на которых можно опереться». 
Александрийскую православную церковь также возглавляет патриарх по имени Феодор II (греч.: Теодорос II). Поскольку оба они по традиции именуют себя александрийскими патриархами, и поскольку на русском языке имена предстоятелей произносятся одинаково, это вызывает дополнительную путаницу. Александрийская православная церковь считается второй по первенству чести в диптихе поместных православных церквей (Русская православная церковь имеет пятый номер), однако количество её прихожан в Египте, где находится престол предстоятеля, составляет около 350 000 человек (количество прихожан РПЦ в России — около ста миллионов). Две церкви (Александрийская и Русская) находятся в полном каноническом общении.

## Другие церкви
- Александрийская православная церковь (греческая)
- Синайская православная церковь (юрисдикция распространяется на Синайский полуостров, духовный центр — Монастырь Святой Екатерины).
- Армянская апостольская церковь (дохалкедонская)
- Коптская католическая церковь (униатская)
- Армянская католическая церковь (униатская)
- Мелькитская греко-католическая церковь (униатская)

Среди других христианских групп представлен ряд восточно-католических (униатских) церквей (подробнее см. католицизм в Египте), римо-католики (организованы в Апостольский викариат Александрии Египетской; число прихожан сравнительно невелико), а также протестанты разных направлений (около 100 000, в частности, адвентисты седьмого дня).

## Галерея

### Коптская православная церковь

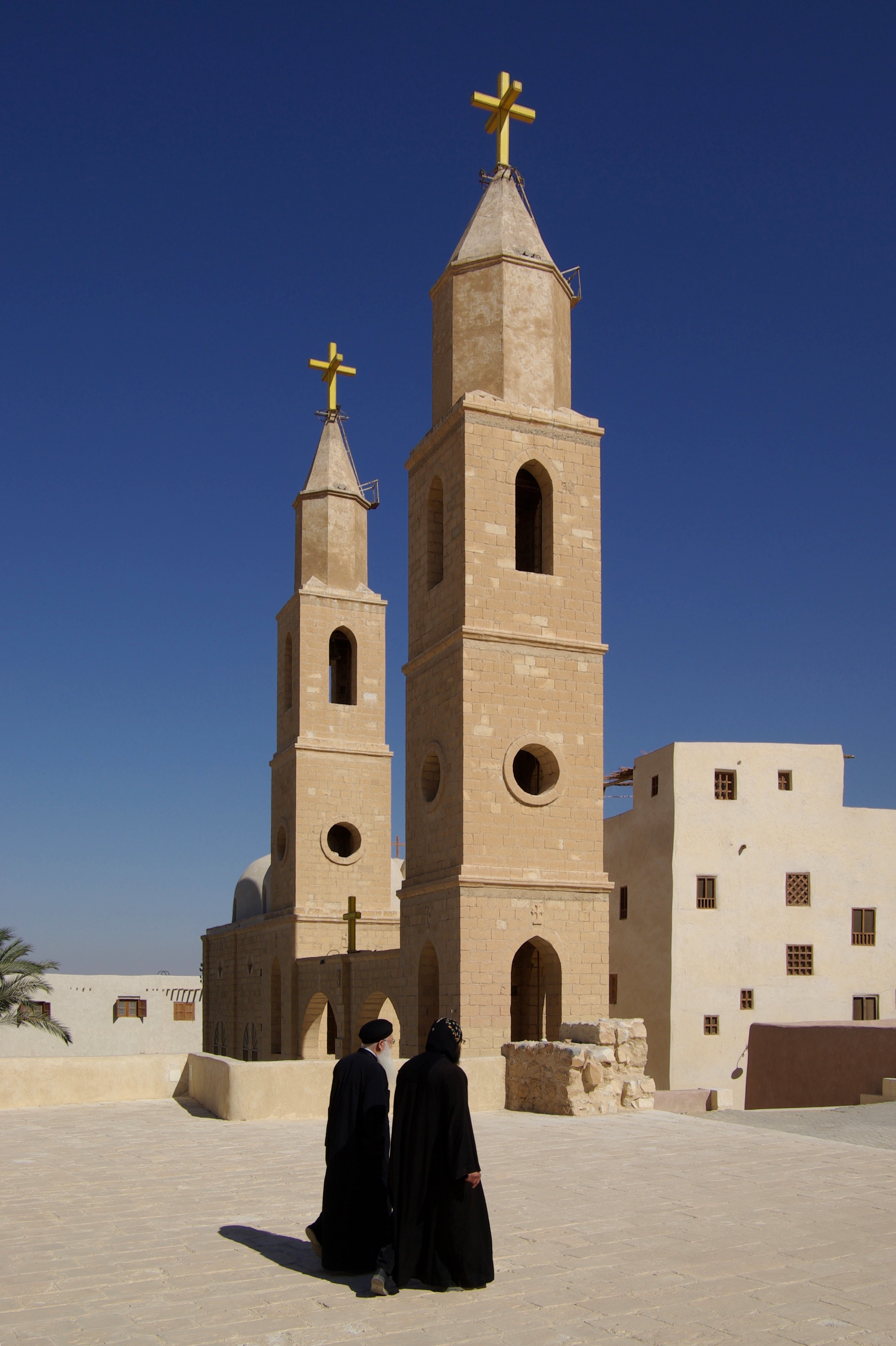
Монастырь Святого Антония
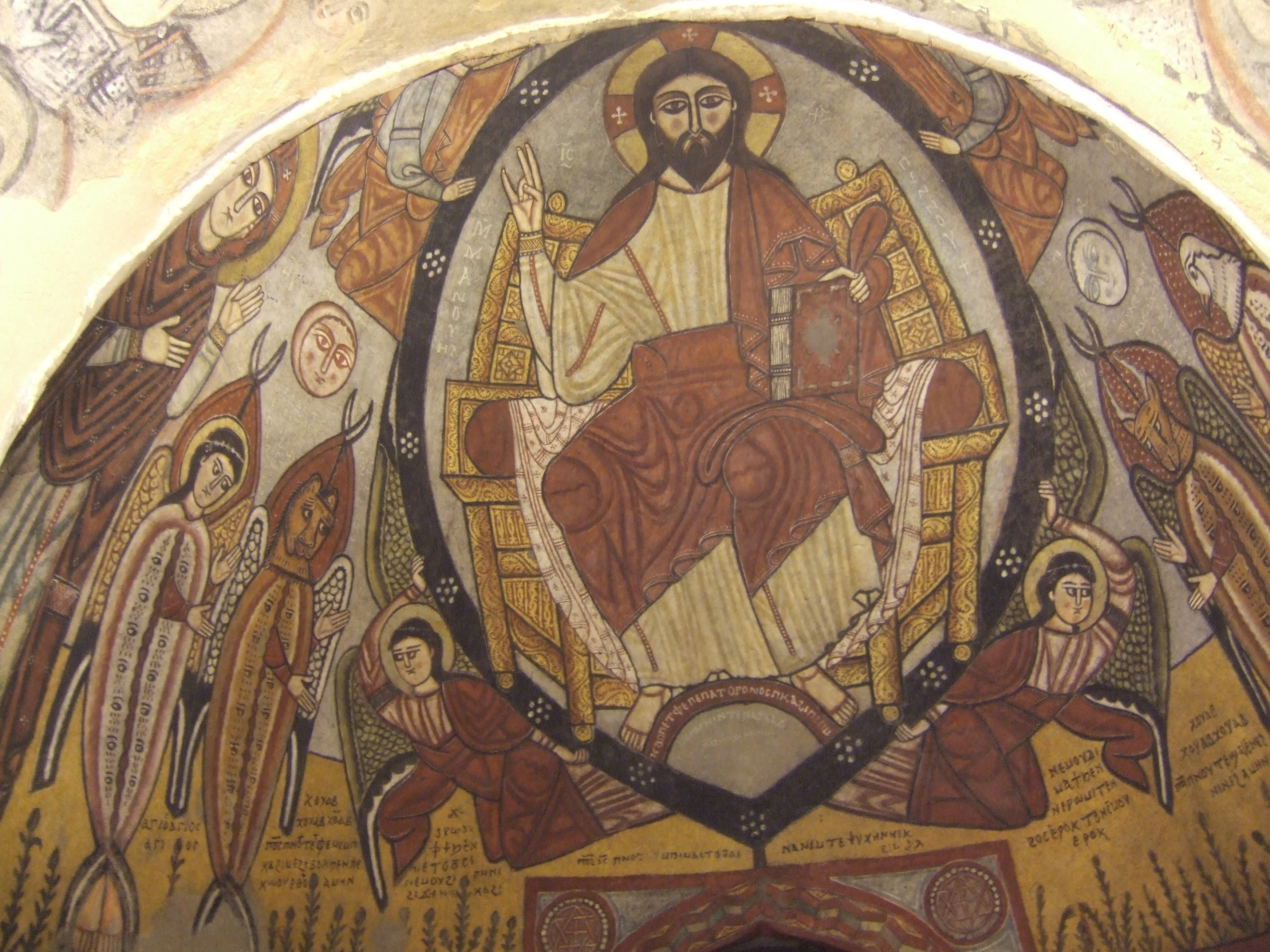
Фреска X века в монастыре Святого Антония.
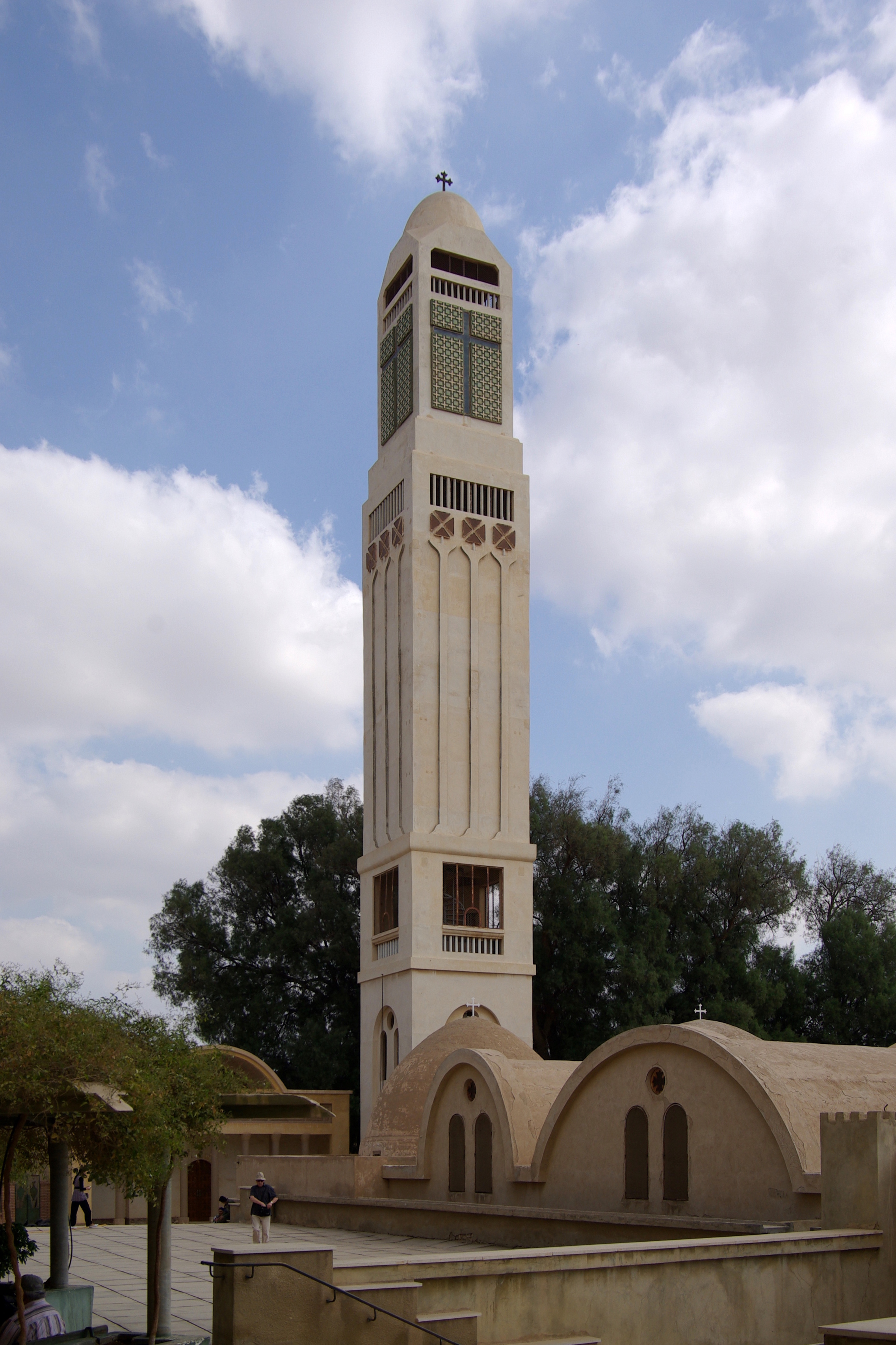
Монастырь Макария Великого
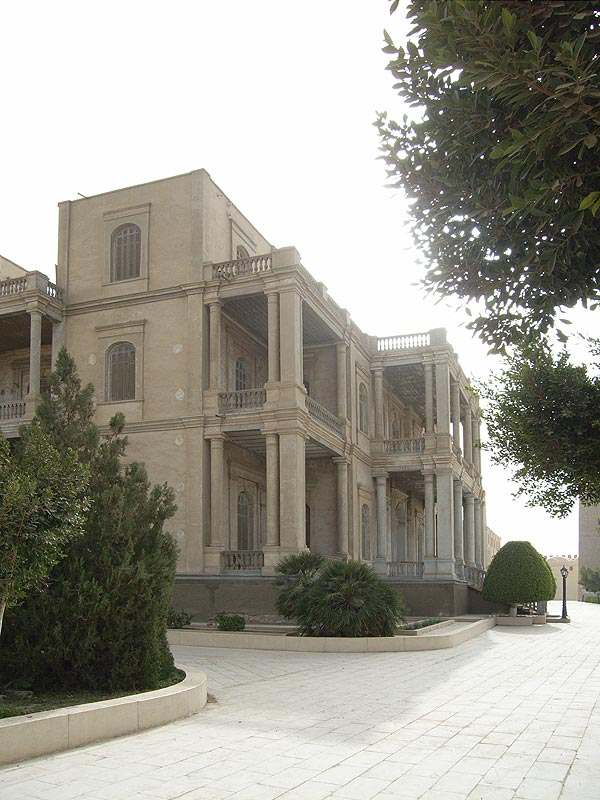
Монастырь Девы Марии
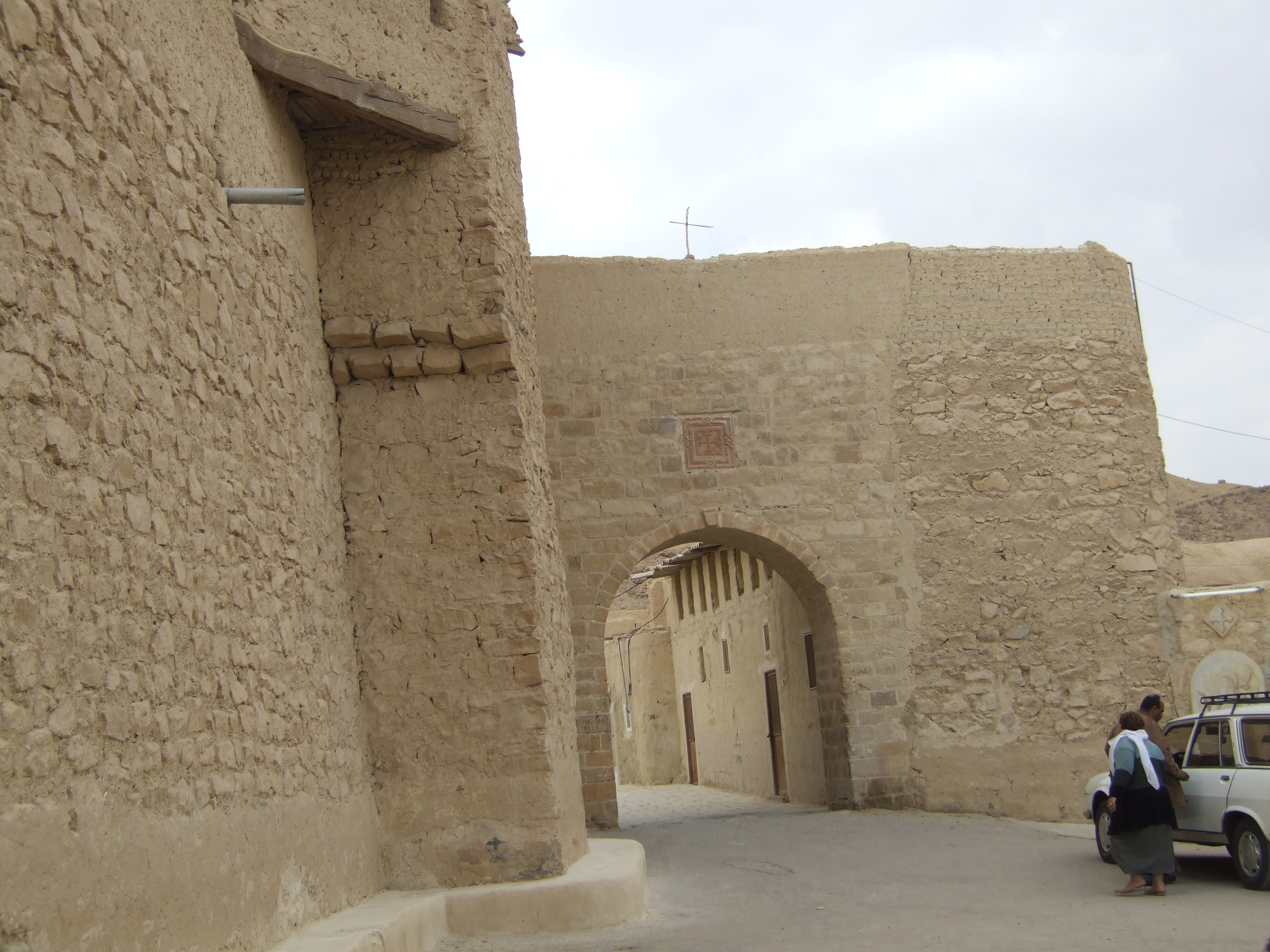
Монастырь Павла Фивейского
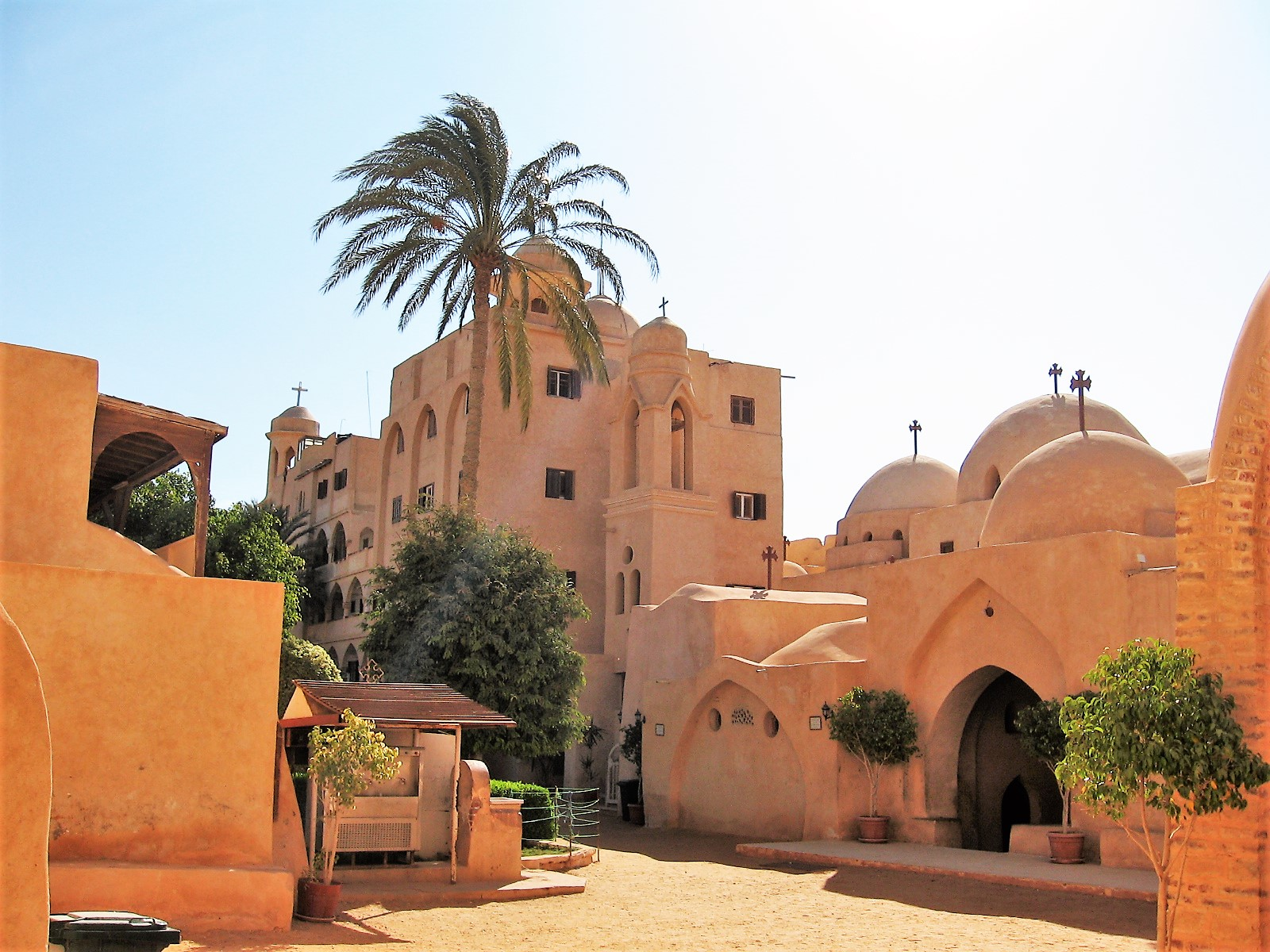
Монастырь Дейр-Суриани
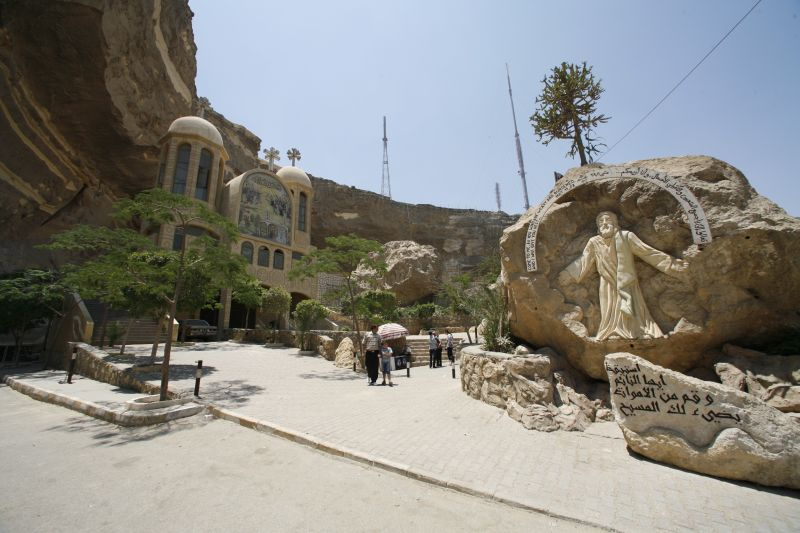
Пещерный храмовый комплекс монастыря Святого Симеона Сапожника в Каире
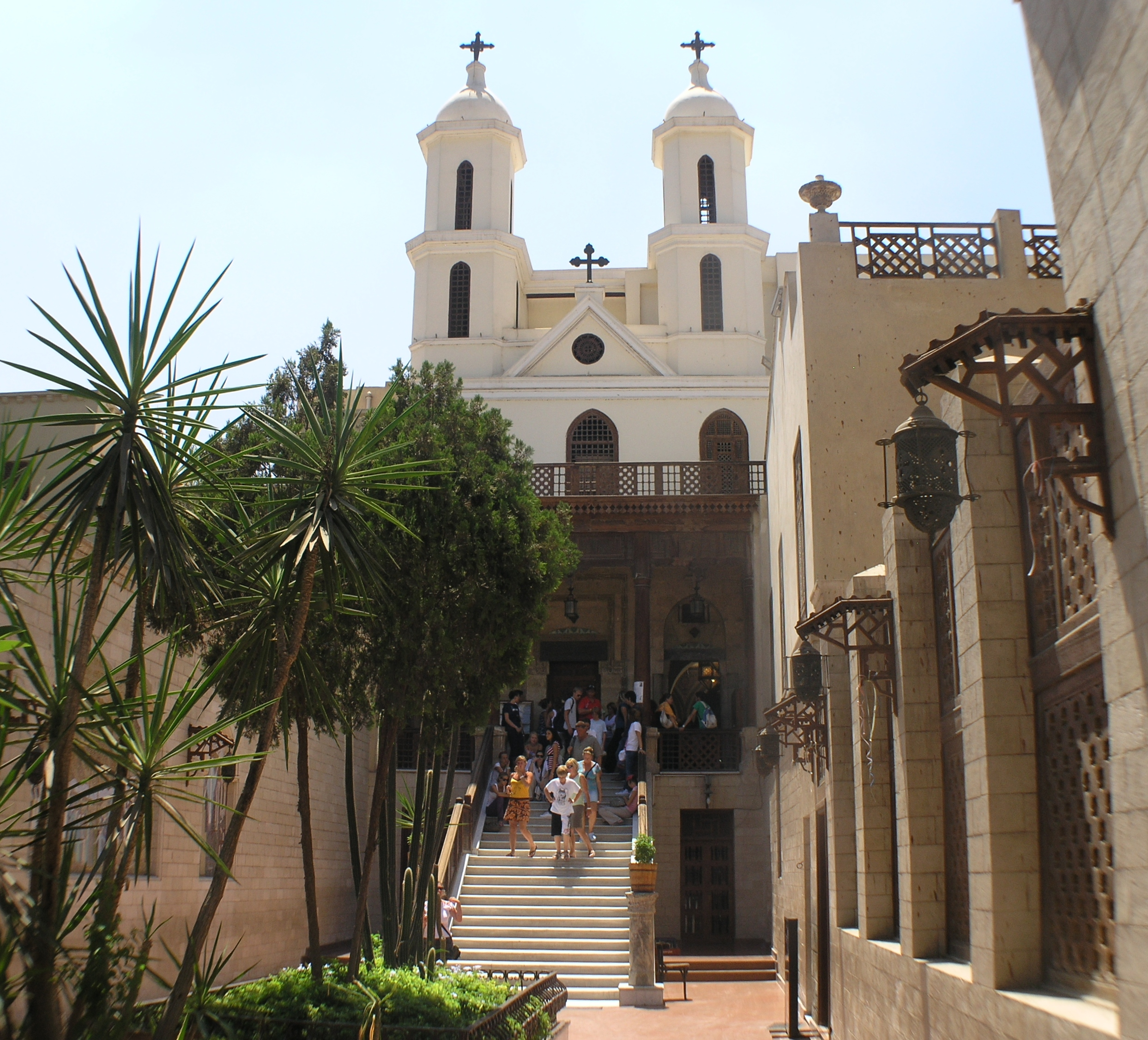
Церковь Святой Марии (Каир)
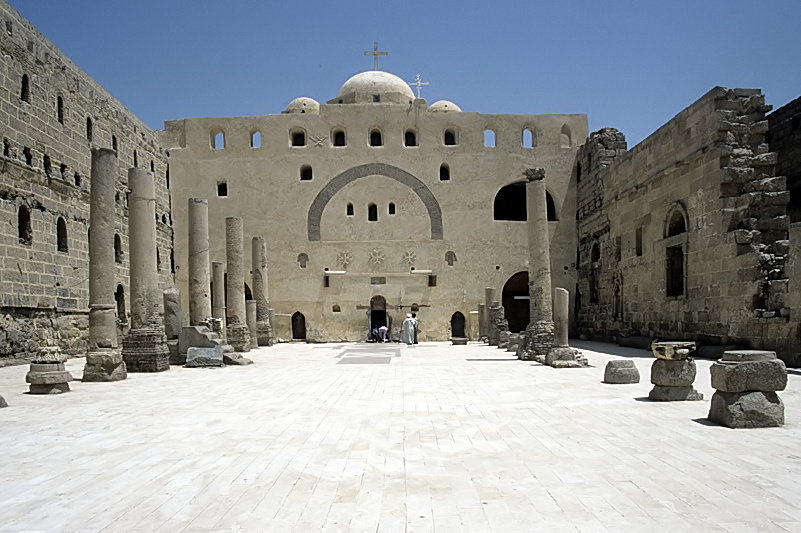
Двор Белого монастыря.
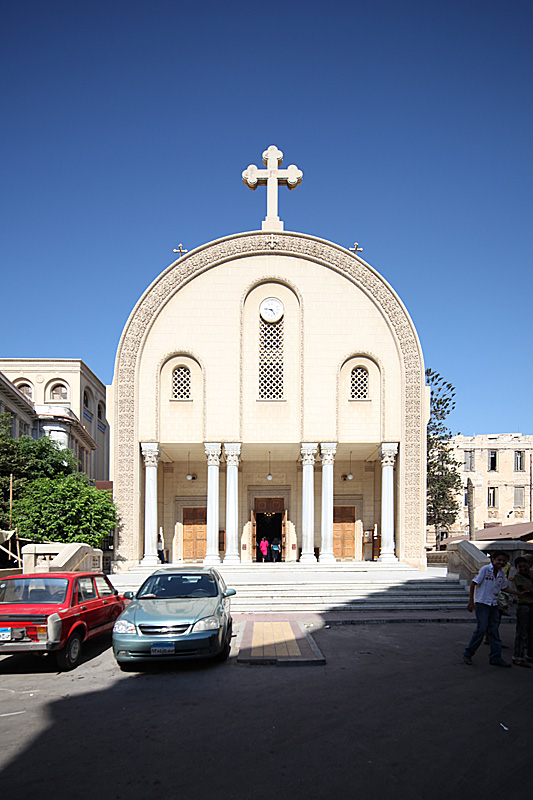
Коптский собор Святого Марка в Александрии
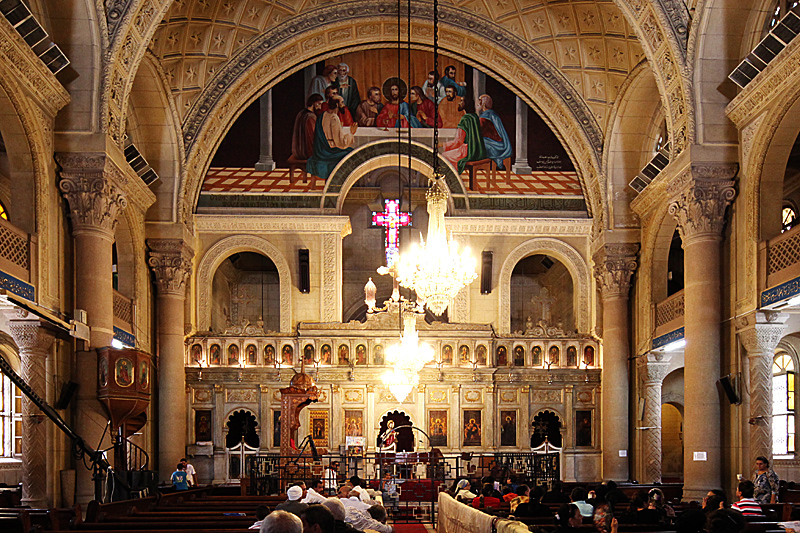
Внутреннее убранство собора Святого Марка
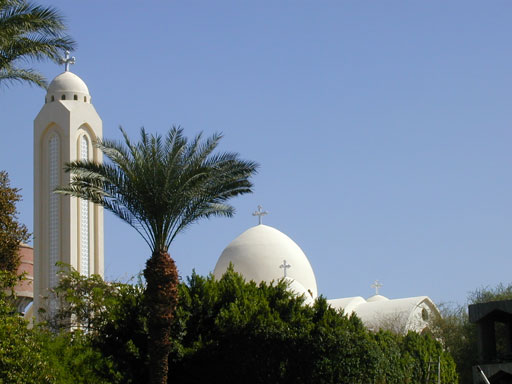
Собор Архангела Михаила в Асуане
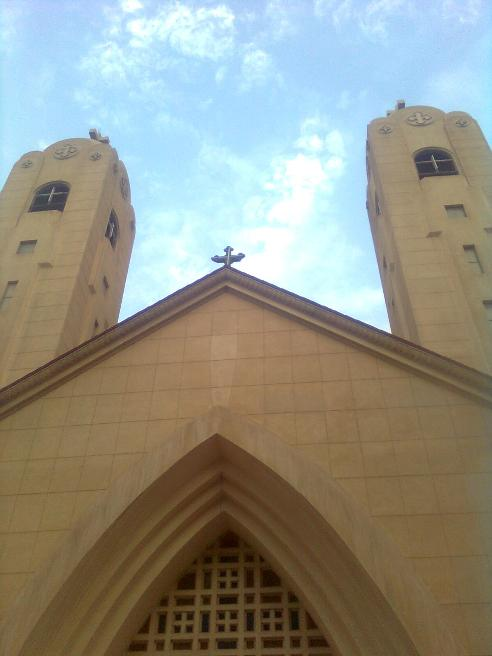
Коптский храм в Танте.

### Другие церкви

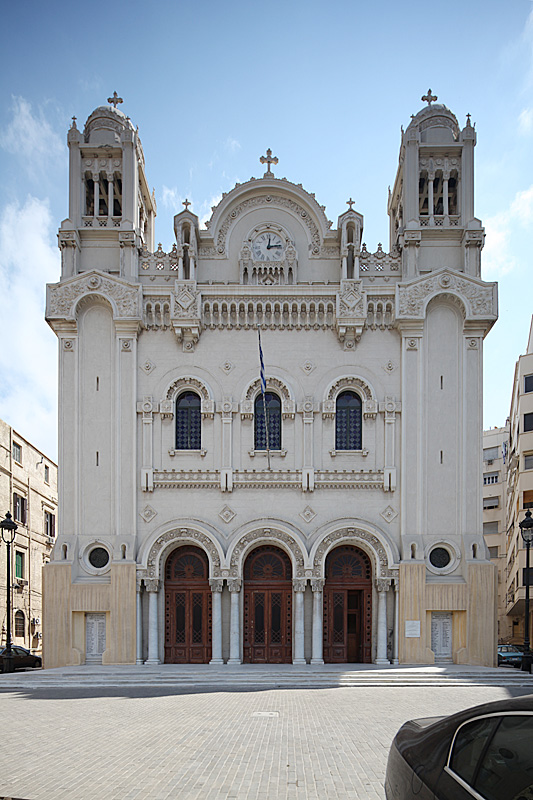
Благовещенский собор (Александрия) (Александрийская православная церковь).
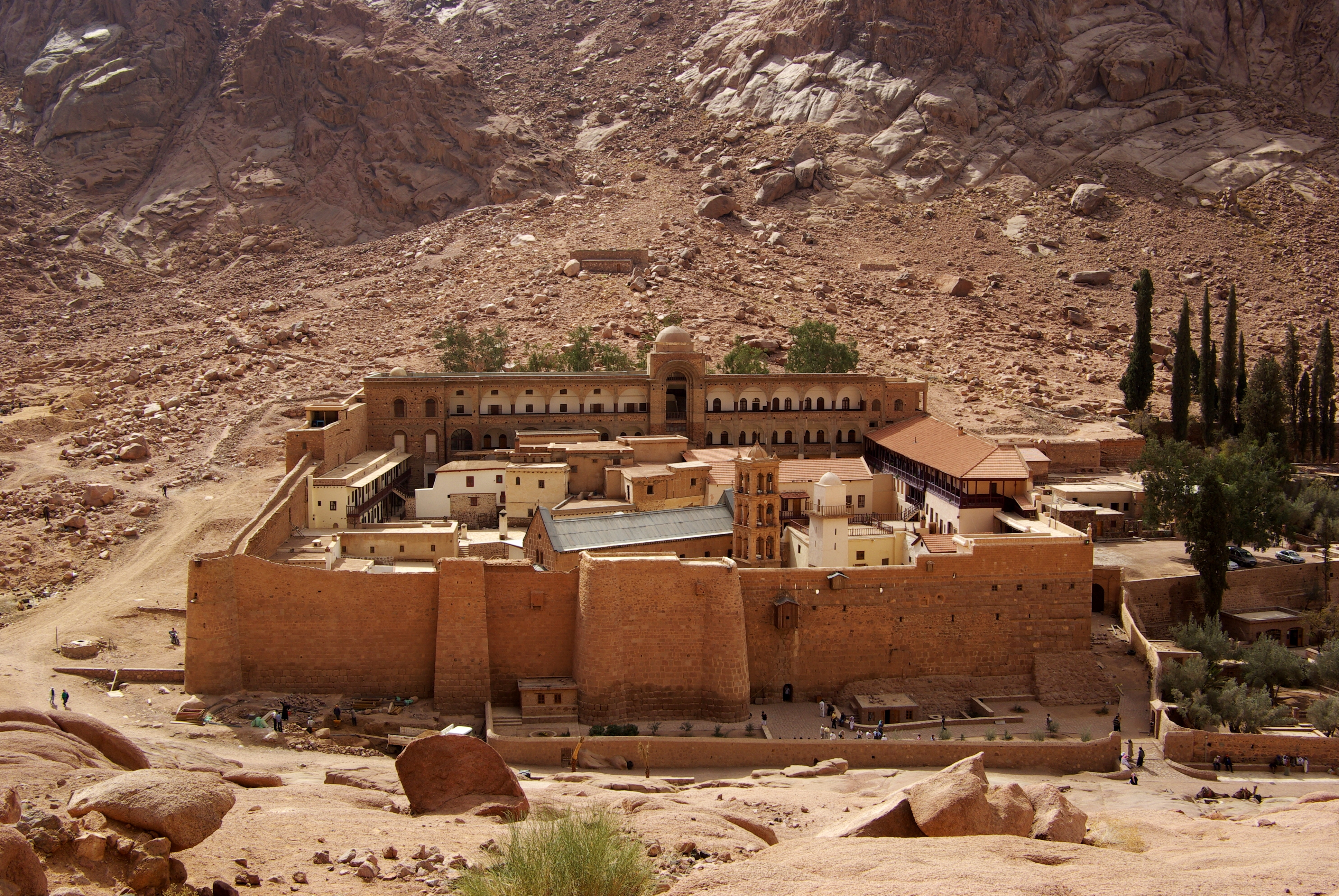
Монастырь Святой Екатерины на Синае (Синайская православная церковь).
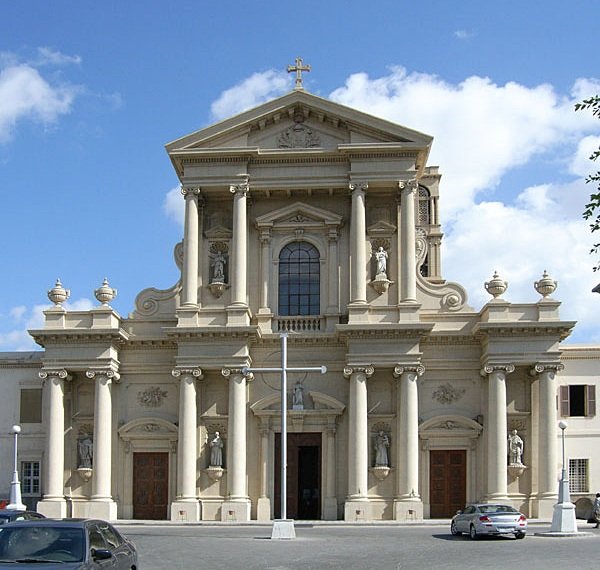
Собор Святой Терезы Младенца Иисуса (Каир) (Римо-католическая церковь).
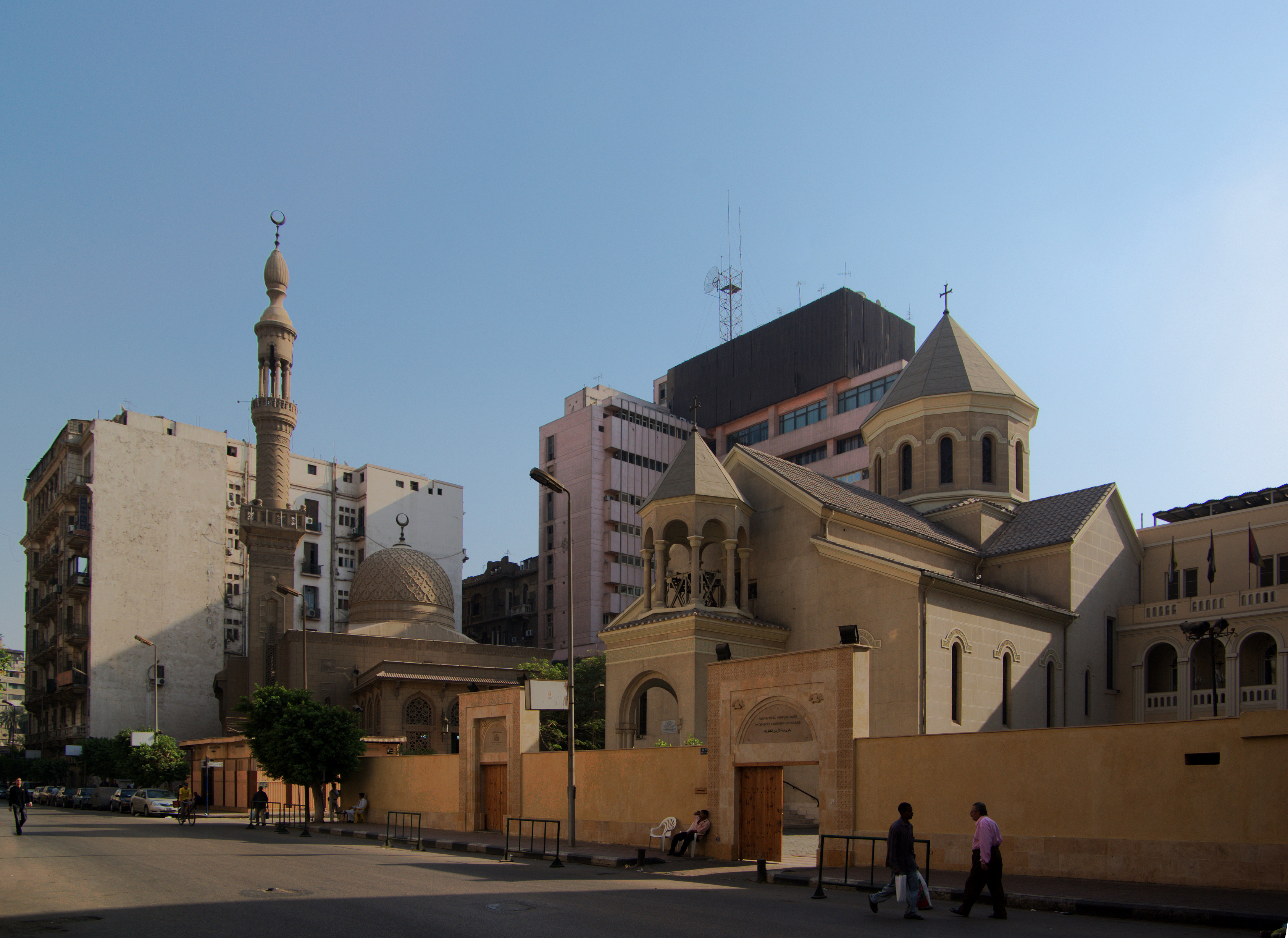
Церковь Пресвятой Девы Марии в Каире (Армянская католическая церковь).